# Scandale de Toulon
Le scandale de Toulon est une affaire judiciaire française, dans laquelle est impliqué le maire de Toulon Alphonse Fouroux et son amante, Jeanne Richard de Chicourt, épouse de Jonquières. Pour cette raison, elle est parfois appelée affaire Fouroux ou affaire Fouroux-de Jonquières.
Alphonse Hippolyte Fouroux est arrêté en octobre 1890, car impliqué dans une affaire d'avortement, pratique alors illégale en France, qui fit scandale. Sa maîtresse, Jeanne Charlotte Marie Richard de Chicourt, est l'épouse du lieutenant de vaisseau Marie-Joseph-Jules Fauques de Jonquières, en service en Guyane pendant vingt-six mois. Elle tombe enceinte à la suite de cette relation extra-conjugale, et son mari doit revenir en septembre 1890. Fouroux, par l'intermédiaire d'une amie d'enfance, Marie-Cécile Audibert, paie une sage-femme, Joséphine Laure, qui pratique l'avortement. Le fœtus est enfermé dans un bocal contenant de l'alcool, qui est jeté en mer par les amants, et n'est pas retrouvé.
Le procès de l'affaire Fourroux-de Jonquières est jugé du 7 au 9 janvier 1891, aux assises de Draguignan : Alphonse Fouroux est condamné à cinq ans de réclusion, Mme de Jonquières deux ans de prison, Mme Audibert dix-huit mois, et Joséphine Laure trois ans. Cependant, Mme de Jonquières sort de prison en octobre 1891, et Mme Audibert est remise en liberté quelque temps après. A. Fouroux, à la prison de Draguignan, fut l'objet d'un traitement de faveur et de fréquentes visites d'officiels.

## Contexte

### Droits conjugaux des femmes en France à la fin duXIXesiècle
Depuis la promulgation du Code civil en 1804 par Napoléon Bonaparte, alors Premier consul de France, les femmes vivent sous la tutelle de leurs parents puis de leur mari. Elles doivent quitter le foyer familial pour leur domicile conjugal et être obéissantes. Elles doivent avoir l'accord marital pour exercer une profession et lui seul peut gérer les biens conjugaux. Le Code pénal ajoute en 1810 que l'adultère est un délit pour les femmes, l'interruption volontaire de grossesse en France est condamnable pour les femmes et les tiers aidant à l'avortement.
Les femmes peuvent librement ouvrir un compte d'épargne depuis 1881, mais l'autorisation de leur mari est nécessaire pour retirer de l'argent. La loi autorisant le divorce en France est promulguée en 1792, avec consentement mutuel. Supprimé en 1816 avec la Restauration des Bourbons sur le trône de France, il est rétabli en 1884 : l'inégalité entre l'homme et la femme sur l'adultère est abrogée, mais le divorce par consentement mutuel n'est pas ré-instauré.